# Montevideo Open
Il Montevideo Open è un torneo femminile di tennis che si disputa al Carrasco Lawn Tennis Club di Montevideo in Uruguay su campi in terra rossa. Il torneo fa il suo debutto nel calendario dal 2021, nella categoria WTA 125. L'evento è organizzato da Tennium insieme agli altri tornei gemellati quali WTA Argentina Open e MundoTenis Open.

## Albo d'oro

### Singolare
| Anno | Categoria | Campionessa    | Finalista       | Punteggio     |
| ---- | --------- | -------------- | --------------- | ------------- |
| 2021 | WTA 125   | Diane Parry    | Panna Udvardy   | 6–3, 6–2      |
| 2022 | WTA 125   | Diana Šnaider  | Léolia Jeanjean | 6–4, 6–4      |
| 2023 | WTA 125   | Renata Zarazúa | Diane Parry     | 7–5, 3–6, 6–4 |

### Doppio
| Anno | Categoria | Campionesse                          | Finaliste                            | Punteggio           |
| ---- | --------- | ------------------------------------ | ------------------------------------ | ------------------- |
| 2021 | WTA 125   | Irina Bara Ekaterine Gorgodze        | Carolina Alves Marina Bassols Ribera | 6–4, 6–3            |
| 2022 | WTA 125   | Ingrid Gamarra Martins Luisa Stefani | Quinn Gleason Elixane Lechemia       | 7–5, 6(6)–7, [10–6] |
| 2023 | WTA 125   | María Carlé Julia Riera              | Freya Christie Yuliana Lizarazo      | 7–6(5), 7–5         |